# Auguste Chambon
Auguste Chambon war ein französischer Hersteller von Automobilen.

## Unternehmensgeschichte
Auguste Chambon gründete in den 1900er Jahren in Lyon das Unternehmen, das seinen Namen trug, zur Produktion von Fahrzeugteilen. Er stellte Getriebe, Differenziale und Maschinen her. 1912 begann der Automobilbau. Der Markenname lautete Chambon. 1914 endete die Automobilproduktion. Insgesamt entstanden etwa 20 Fahrzeuge. Nach dem Ersten Weltkrieg entstanden Traktoren. 1925 erfolgte der Zusammenschluss mit dem Motorradhersteller Établissements Rhony'x.

## Automobile
Das Unternehmen stellte Fahrzeuge mittlerer Größe her. Für den Antrieb sorgte ein Vierzylindermotor, der vermutlich von Luc Court bezogen wurde. Aus 70 mm Bohrung und 140 mm Hub ergab sich 2154 cm³ Hubraum. Das Vierganggetriebe war an der Hinterachse montiert.
Als Einzelstück entstand ein Fahrzeug für einen Arzt aus der Umgebung. Hier waren zwei Vierzylindermotoren nebeneinander angeordnet. Die offene Karosserie bot Platz für sechs Personen. Die Höchstgeschwindigkeit war mit 110 km/h angegeben.